# 跟你說，聽你說
《跟你說 聽你說》 （英語：Talk to You, Listen to You）是台灣女歌手陳淑樺的第28張專輯，發行於1989年11月2日，由滾石唱片公司製作與發行（唱片編號：RD-1051）。專輯中的三首主打歌《夢醒時分》，《你走你的路》，《傲慢與偏見》皆是她的經典著名作品。

## 專輯榮耀
- 臺灣華語流行音樂首張百萬銷量唱片 - 台灣累計銷售量高達102萬張[1]
- 台灣歷史唱片銷量排行榜 - 排名第8
- 台灣百佳專輯 (1975年-1993年) - 排名第22 [2]

## 入圍獎項
| 金曲獎      | 入圍獎項                 |                                        | 報名單位               |
| ----------- | ------------------------ | -------------------------------------- | ---------------------- |
| 第2屆金曲獎 | 最佳年度歌曲獎           | 入圍歌曲：〈夢醒時分〉                 | 滾石有聲出版社有限公司 |
| 第2屆金曲獎 | 最佳國語專輯獎           | 入圍專輯：《跟你說 聽你說》            | 滾石有聲出版社有限公司 |
| 第2屆金曲獎 | 最佳單曲歌唱錄像帶影片獎 | 入圍單曲歌唱錄像帶影片：〈你走你的路〉 | 滾石有聲出版社有限公司 |
| 第2屆金曲獎 | 最佳專輯製作人獎         | 入圍專輯製作人：李宗盛                 | 滾石有聲出版社有限公司 |
| 第2屆金曲獎 | 最佳女演唱人獎           | 入圍演唱人：陳淑樺                     | 滾石有聲出版社有限公司 |

## 專輯簡介
- 專輯方向：現代都會女子的心情及愛情觀[3]

- 【唱的時候忘記他，聽的時候想著我】- 專輯文案上的句子[3]

## 專輯曲目
| 曲序 | 曲名               | 作曲   | 填词   | 編曲   | 监制   | 制作人        | 时长 | 音樂錄影帶                  | 附註                           |
| ---- | ------------------ | ------ | ------ | ------ | ------ | ------------- | ---- | --------------------------- | ------------------------------ |
| 01   | 夢醒時分           | 李宗盛 | 李宗盛 | 李正帆 | 段鍾潭 | 李宗盛 黄建昌 | 4:03 | 夢醒時分 (官方MV版)         |                                |
| 02   | 你走你的路         | 李宗盛 | 李宗盛 | 李正帆 | 段鍾潭 | 李宗盛 黄建昌 | 4:26 | 你走你的路 (官方MV版)       |                                |
| 03   | 傲慢與偏見         | 李宗盛 | 李宗盛 | 李正帆 | 段鍾潭 | 李宗盛 黄建昌 | 4:00 | 傲慢與偏見 (官方漫畫版)     |                                |
| 04   | 愛是唯一的理由     | 殷文琦 | 刘虞瑞 | 李正帆 | 段鍾潭 | 李宗盛 黄建昌 | 4:38 | 無                          |                                |
| 05   | 雲的騷動           | 殷文琦 | 刘虞瑞 | 李正帆 | 段鍾潭 | 李宗盛 黄建昌 | 4:26 | 無                          |                                |
| 06   | 無言的表示         | 羅大佑 | 羅大佑 | 李正帆 | 段鍾潭 | 李宗盛 黄建昌 | 4:35 | 無言的表示 (官方MV版)       | 粵語版本為袁鳳瑛《吉卜賽情人》 |
| 07   | 依然想你           | 李宗盛 | 李宗盛 | 李正帆 | 段鍾潭 | 李宗盛 黄建昌 | 4:35 | 無                          |                                |
| 08   | 愛情走過夏日街     | 李正帆 | 陈乐融 | 李正帆 | 段鍾潭 | 李宗盛 黄建昌 | 4:58 | 愛情走過夏日街 (官方漫畫版) |                                |
| 09   | 我可以             | 李正帆 | 陈乐融 | 李正帆 | 段鍾潭 | 李宗盛 黄建昌 | 3:27 | 無                          |                                |
| 10   | 快樂女郎（演奏曲） | 李正帆 | 無     | 李正帆 | 段鍾潭 | 李宗盛 黄建昌 | 3:35 | 無                          |                                |

## 唱片版本
- CD版 (編號：RD-1051)
- 錄音帶版 (編號：RC-203)
- 黑膠唱片版 (編號：RR-203)

## 專輯資料
- 監製：段鍾潭
- 製作人：李宗盛‧黃建昌
- 編曲：李正帆
- 吉他：羅伯特‧羅希
- 錄音室：加合‧白金
- 錄音師：樓恩奇‧陳冠宇‧葉垂青
- 混音：葉垂青‧李宗盛‧李正帆
- 企劃統籌：張培仁
- 企劃/整體形象：劉婉貞
- 服裝造型：洪偉明
- 攝影：陳福堂
- 美術指導及設計：Alone Chan
- 化粧：鄭建國
- 髮型：Emily Chan
- 文案：蔡康永
- "陳淑樺"標準字體設計：戴美君
- 媒體：滾石宣傳部
- 發行：滾石有聲出版社有限公司